# Gmina Pęcław
Die Gmina Pęcław ist eine Landgemeinde im Powiat Głogowski der Woiwodschaft Niederschlesien in Polen. Gemeindesitz ist das Dorf Pęcław (deutsch: Putschlau).

## Geographische Lage
Das Gemeindegebiet erstreckt sich östlich der Kreisstadt Głogów (Glogau) am Nordrand der Woiwodschaft Niederschlesien und grenzt im Norden an die Woiwodschaft Lebus.

## Gemeinde
Die Landgemeinde Pęcław hat acht Ortsteile mit einem Schulzenamt:
| - Białołęka (Weißholz) - Droglowice (Drogelwitz, 1937–1945 Eichendamm) - Kotowice-Leszkowice (Kottwitz–Leschkowitz) - Pęcław (Putschlau) | - Piersna (Pürschen) - Wierzchownia (Würchland) - Wietszyce (Wettschütz) - Wojszyn (Woischau, 1937–1945 Oderwald) |